# Nactus vankampeni
Nactus vankampeni este o specie de șopârle din genul Nactus, familia Gekkonidae, descrisă de Brongersma 1933. Conform Catalogue of Life specia Nactus vankampeni nu are subspecii cunoscute.